# (9610) Vischer
(9610) Vischer ist ein Asteroid des Hauptgürtels, der am 2. September 1992 von den deutschen Astronomen Freimut Börngen und Lutz D. Schmadel an der Thüringer Landessternwarte Tautenburg (IAU-Code 033) im Tautenburger Wald in Thüringen entdeckt wurde.
Der Asteroid wurde am 2. April 1999 nach dem deutschen Bildhauer und Rotschmied Peter Vischer dem Älteren (~1455–1529) benannt, dessen Meisterstück, das Sebaldusgrab in Nürnberg, zwischen 1508 und 1519 entstand.